# فرودگاه بین‌المللی بصره
فرودگاه بین‌المللی بصره (به انگلیسی: Basra International Airport) یک فرودگاه نظامی و همگانی با کد یاتا BSR است . این فرودگاه در کشور عراق قرار دارد و در ارتفاع ۰ متری از سطح دریا واقع شده‌است.

## شرکت‌های هواپیمایی و مقصدهای پروازی
| شرکت‌های هواپیمایی   | مقصدهای پروازی |
| ------------------- | --- |
| اطلس گلوبال         | آتاترک (suspended) |
| هواپیمایی امارات    | دوبی |
| FlyDamas            | دمشق |
| فلای‌دبی             | دوبی |
| هواپیمایی عراق      | ملکه علیا، بغداد، پکن، رفیق حریری بیروت، قاهره، ایندیرا گاندی، دوبی، اربیل، آتاترک، کوالالامپور، شهید هاشمی‌نژاد مشهد، سلیمانیه، سردار جنگل رشت فصلی: مینسک |
| هواپیمایی خاورمیانه | رفیق حریری بیروت |
| Nile Air            | قاهره |
| الملکیه الاردنیه    | ملکه علیا |
| هواپیمایی قطر       | حمد |
| ترکیش ایرلاینز      | آتاترک، صبیحه گوکچن |
| هواپیمایی زاگرس     | شهید هاشمی‌نژاد مشهد (suspended) |